# Gadagne (musées)
Pour les articles homonymes, voir Gadagne.
Gadagne et ses deux musées forment un ensemble muséal à Lyon, en France. Situé dans le 5e arrondissement dans le quartier Saint-Jean, l'un des trois quartiers du Vieux Lyon avec Saint-Paul et Saint-Georges, il est installé dans l'hôtel des Pierrevive, rebaptisé « Hôtel de Gadagne ». Gadagne abrite deux musées de France, le MHL - Musée d'Histoire de Lyon et le MAM - Musée des arts de la Marionnette, un petit théâtre proposant une programmation de spectacles de théâtre de marionnettes et de conférences, une boutique, un café-restaurant et un jardin suspendu surplombant la ville.

## L'hôtel de Gadagne

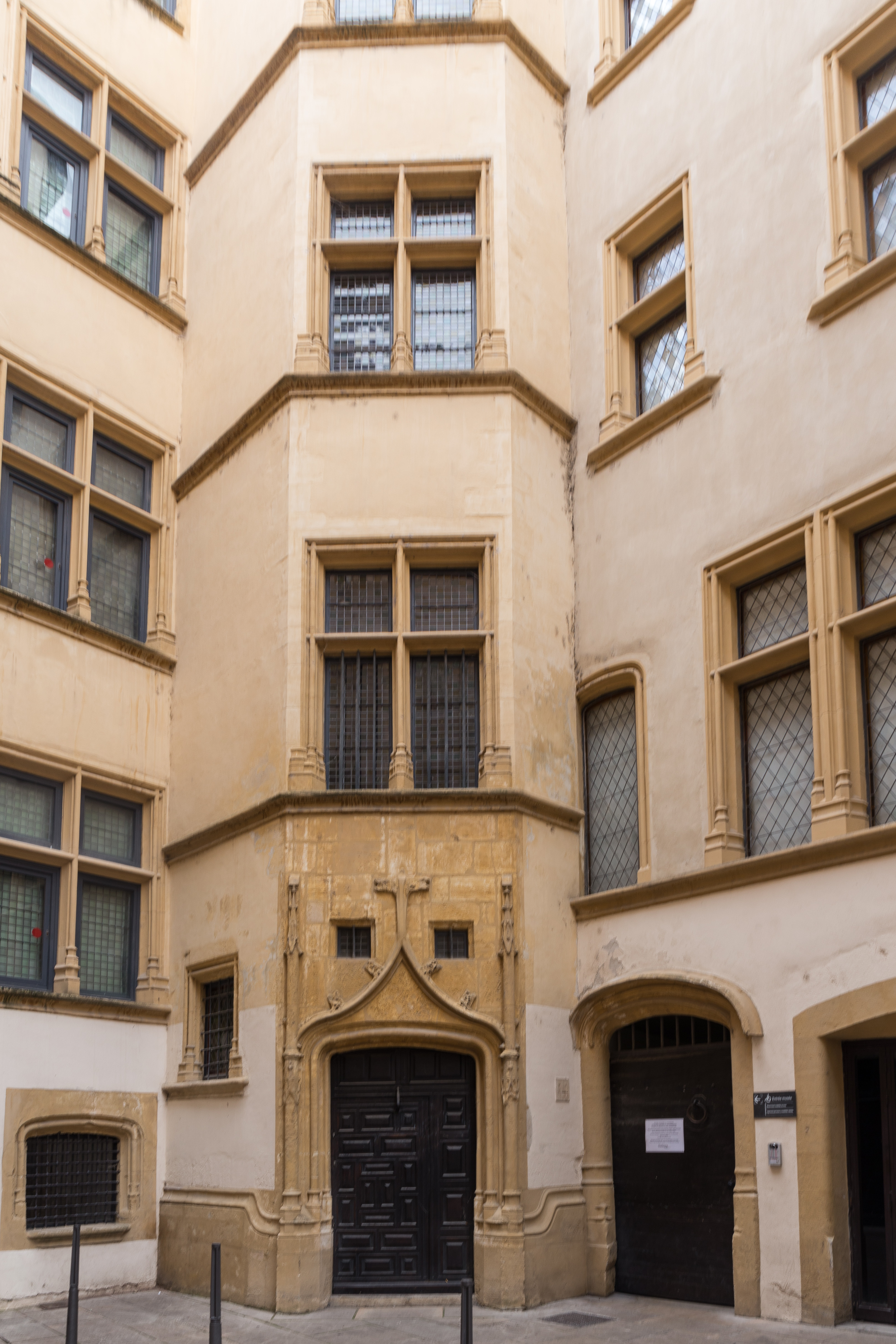
Entrée du 12, rue de Gadagne.

Le site n'a été que ponctuellement occupé entre le Ve siècle et le XIIIe siècle. Il faut attendre le XIVe siècle pour voir l'apparition d'un bâtiment d'importance. Assise sur une terrasse, cette maison est implantée sur une longue parcelle, propriété de Guido d'Albant, qui s'étend depuis la montée Saint-Barthélémy jusqu'à la rue du Palais (actuelle rue Saint-Jean). La maison est équipée d'une glacière et ornée de vitraux, de fenêtres à colonnettes, de carreaux vernissés, qui en font une demeure luxueuse pour cette époque-là. Très vite, on procède à des modifications, peut-être au moment où les d'Albant vendent la propriété à Pierre et Claude de Pompierre, entre 1371 et 1388. Au XVe siècle, le plan du bâtiment n'est pas altéré, mais on en modifie la circulation. Il semblerait qu'il y ait eu sur cette parcelle deux maisons : celle du Palais (à l'emplacement du 2, rue Saint-Jean aujourd'hui) et celle de la Boyssette, à l'arrière. Cette dernière se trouvait en partie à l'emplacement des bâtiments sur la rue Gadagne. Elle était dotée de dépendances, dont une grange, en lieu et place au rez-de-chaussée des bâtiments donnant sur la grande cour. Ce bâtiment agricole est réaménagé en lieu de résidence au tournant du XVe siècle : les murs sont réhaussés, de nouvelles fenêtres sont percées. Dans un second temps, sur les pentes aménagées en plates-formes, d'autres maisons sont construites, sans doute toujours de dépendances de la maison de la Boyssette. Au cours du XVIe siècle, la propriété change de mains et c'est finalement Jean de Vareys qui la cède aux frères Amédée, Jean-Michel Michelet et André de Pierrevive, entre 1489 et 1492. Ces derniers se lancent dans une grande entreprise de reconstruction, commençant par détruire la maison des Boyssette et vendent la partie orientale de la parcelle (entre la rue Gadagne et la rue Saint-Jean actuelles) à un certain Guillaume. En 1538, Marie-Catherine de Pierrevive, épouse d'Antoine de Gondi, devient propriétaire de tout le sud de la parcelle. On sait que la même année Thomassin Gadagne est locataire d'une maison dans la moitié nord de la parcelle appartenant toujours à Antoine de Pierrevive, baron de Vaulx.
Aujourd'hui, les musées sont donc situés dans l'hôtel de Gadagne, un hôtel particulier aménagé au début du XVIe siècle par les frères Pierrevive et loué par le marchand-banquier Thomas II de Gadagne à partir de 1538. Racheté en 1545 par ses fils, Guillaume et Thomas III, l'édifice subit aussitôt un remaniement. La mésentente entre les deux frères est telle qu'ils occupent chacun un des deux corps principaux de l'hôtel, ce qui ne les empêche pas de mener grande vie et de donner de nombreuses fêtes somptueuses. Ils seront propriétaires de l'édifice jusqu'en 1581.
Les Gadagne (ou Guadagni) sont une riche famille d'origine florentine, présente à Lyon dès le début du XVe siècle. Leur fortune colossale, issue du commerce et de la banque Gadagne, inspira en son temps un dicton lyonnais, « riche comme Gadagne ». En effet, Thomas Ier de Gadagne, grand oncle de Guillaume et Thomas III, fut, de loin, l'homme le plus riche de Lyon, prêtant largement à différents rois de France et finançant une expédition vers le nouveau monde. Il offre à Louise de Savoie une partie de la rançon qui permettra la libération du roi François Ier, prisonnier en Italie après la bataille de Pavie en 1525.
Au XVIIIe siècle, l'hôtel est découpé en petits logis et ne doit son salut qu'à son rachat partiel par la ville de Lyon en 1902. Actuellement[Quand ?], on emprunte une rampe aboutissant sur la porte surmontée d'un premier corps de bâtiments. On pénètre alors dans une cour majestueuse de grande dimension, ornée d'un puits, flanquée au fond par une galerie de passages superposés qui permettent la circulation entre les deux corps de bâtiments à chaque étage.

## Les musées
Dès 1923, Émile Leroudier, avec l'approbation d'Henri Focillon, directeur des musées de Lyon, définit le projet de musée de la façon suivante : « Le programme d'organisation du musée Gadagne présenté ci-après, procède de ce principe que cet établissement doit être le musée de l'histoire de Lyon. L'ensemble des collections exposées doit tendre moins à présenter au visiteur une série de pièces artistiques ou non mais ayant un intérêt local, qu'à retracer à son esprit, l'histoire de notre cité tant au point de vue des transformations successives de la ville elle-même qu'à celui de la vie publique et privée de ses habitants, en même temps qu'à lui donner une idée exacte de son développement économique et social ». Le bâtiment est classé monument historique en 1920. Il a été acquis par étapes par la ville de Lyon entre 1902 et 1941.
Le 19 janvier 1998, le conseil municipal de Lyon prend la décision d'entreprendre d'importants travaux d'agrandissement et de rénovation, qui débutent cette même année. Le musée Gadagne reste cependant ouvert au public jusqu'en juillet 2003. Après dix ans de chantier et une grande campagne de fouilles archéologiques, le musée rouvre partiellement en avril 2007 (salles d'exposition temporaire), puis totalement en juin 2009.

### Le MHL - Musée d'histoire de Lyon

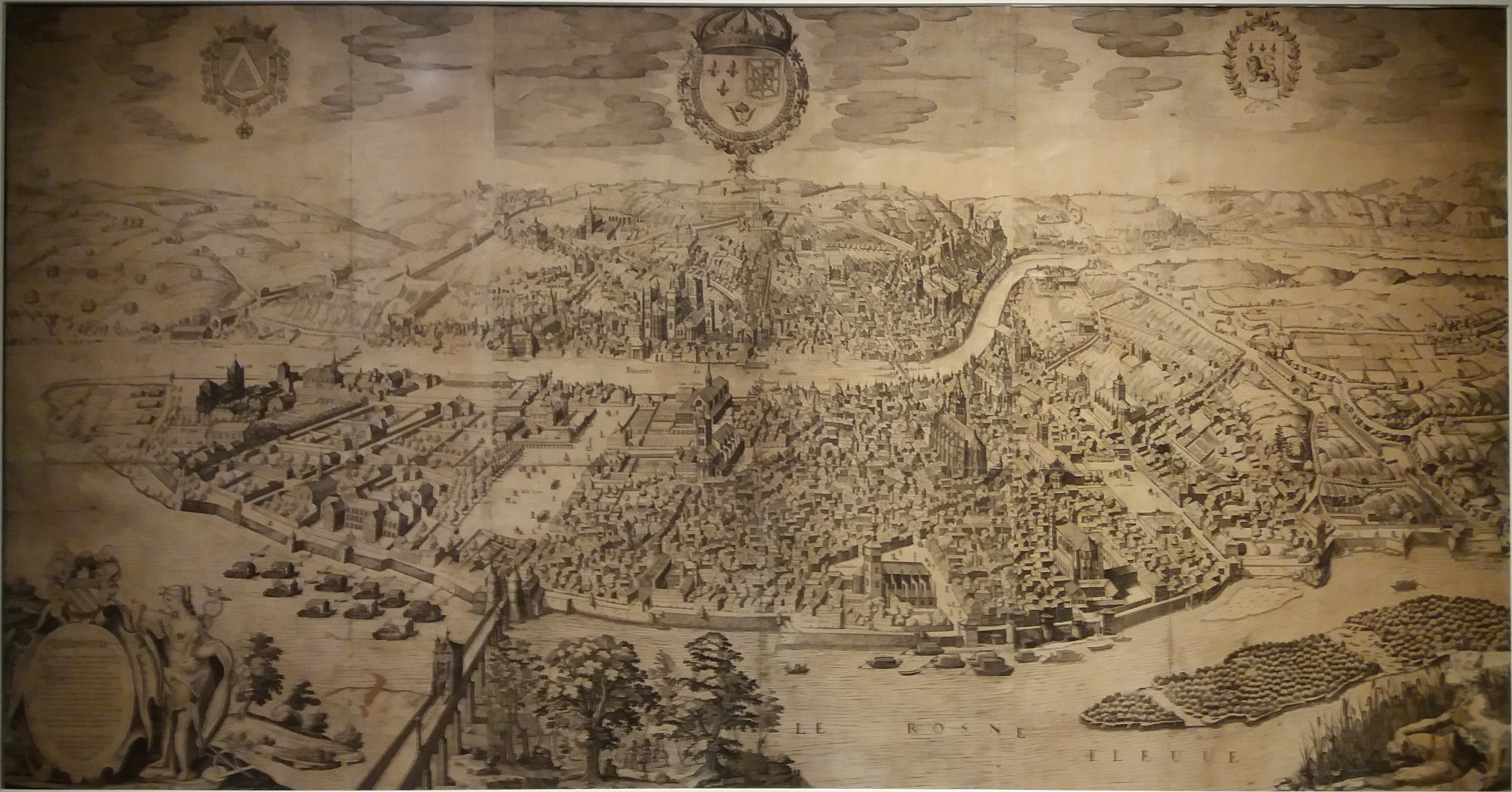
Grande vue de Lyon, 1625

L’idée de créer un musée du Vieux Lyon est avancée dès 1874 par Léopold Niepce, président de la Commission des bibliothèques et des archives dans un rapport au préfet du Rhône. Il s’agissait de créer un nouveau musée consacré à l’histoire de la ville, distinct du musée des Beaux-Arts et de réunir dans un même lieu des collections qui se trouvaient dans différents bâtiments, au Palais-Saint-Pierre ou à l’Hôtel de Ville. Ce projet mettra près de cinquante ans à se réaliser, soutenu notamment par des campagnes de presse et par la commission archéologique du Vieux-Lyon, créée en 1898. Plusieurs édifices seront proposés pour abriter le musée historique, avant que « l’hôtel de Gadagne » ne soit finalement choisi pour la qualité de son architecture et son intérêt historique. Racheté par la Ville en 1902, le bâtiment est classé monument historique en 1920. L’année suivante, le maire de Lyon Edouard Herriot inaugure les premières salles du nouveau « musée de Gadagne », le 2 juillet 1921.
La collection constitutive du musée est composée de plusieurs ensembles antérieurs, qui avaient été réunis à l’Hôtel de Ville, puis dispersés (Palais des Arts, Archives municipales…) : collection de Sébastien-Louis Rosaz (près de 10 000 objets acquis en 1846), fonds François Morel (légué en 1916), objets provenant des démolitions et des fouilles du 19e siècle et dons divers, notamment de Félix Desvernay, ancien bibliothécaire, qui sera le premier conservateur du musée.
À partir des années 1930, le noyau initial est enrichi d’achats, de dons et de legs, notamment grâce à l’action de la Société des Amis de Gadagne fondée en 1928. Les collections s’orientent nettement vers les arts graphiques et décoratifs (estampes, étains, faïences, ébénisterie…). Elles continuent également de s’enrichir de fonds de personnalités politiques (Justin Godard, Edouard Herriot), de collections liées à la franc-maçonnerie et au compagnonnage, ainsi que des dévolutions de mobilier archéologique pour les périodes postérieures à l’Antiquité.
Après le constat d'une nécessité de restaurer le bâtiment, Gadagne ferme en 2003 et met en œuvre un programme de rénovation et d'agrandissement du bâtiment. Il rouvre le 12 juin 2009. En 2019, le MHL se lance dans un chantier de refonte de son parcours permanent. Ce programme divisé en quatre parties s'achèvera en 2024, au rythme de l'ouverture d'une nouvelle séquence chaque année.
Les espaces de ce nouveau parcours sont dans l'ordre : Portraits de Lyon présentant l'évolution historique de la ville, Les Pieds dans l’eau, vivre avec le Rhône et la Saône autour des cours d'eau lyonnais, Qu’est-ce que tu fabriques sur l'histoire ouvrière et industrielle, et Lyonnaises, Lyonnais ! Pouvoirs et engagements dans la cité contenant des objets et portraits liés à la politique et les célébrités locales.

### Le MAM - Musée des arts de la marionnette

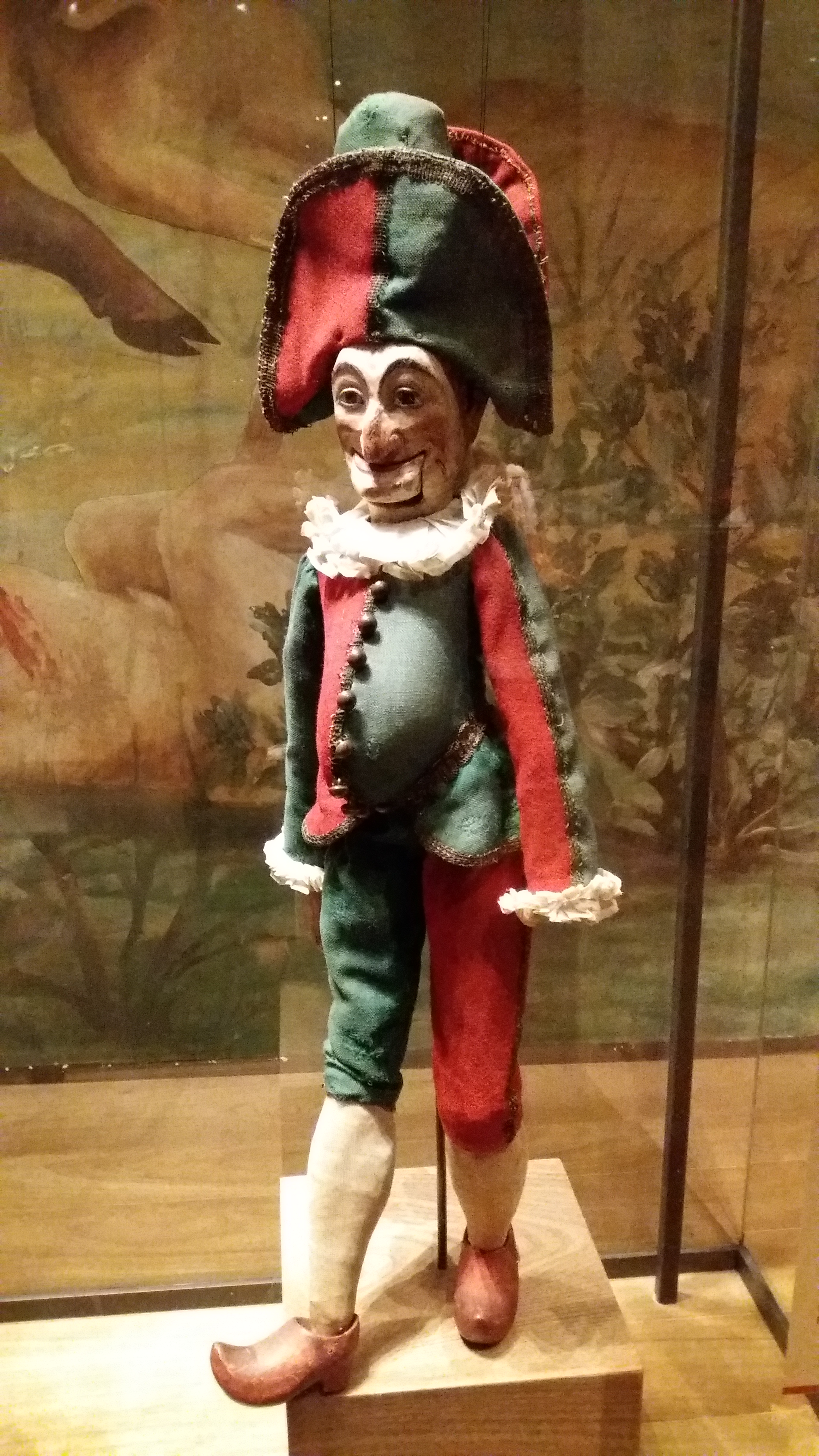
Marionnette à fil de Polichinelle.

Depuis 1950, le musée des arts de la marionnette, organisé autour de la marionnette originale de Guignol, est installé dans l'hôtel de Gadagne. La visite des collections de marionnettes faisait autrefois partie intégrante du parcours du musée d'histoire de Lyon. À la suite des travaux de rénovation des années 2000, ces collections sont désormais regroupées dans un espace muséographique autonome.
En avril 2017, les trois premières salles du parcours sont rénovées et le musée est rebaptisé musée des arts de la marionnette. Les six salles suivantes restent ordonnées selon le parcours classique, mais leur réaménagement est prévu pour 2019.
Le parcours du MAM est désormais amené à évoluer tous les quatre ans. En juin 2022, il est renouvelé à 60%, avec 110 nouveaux objets, dans le cadre d'une nouvelle exposition permanente appelée "Virevolte". Une grande place est donnée aux artistes contemporains et aux compagnies de marionnettes.

### La salle Carte Blanche
La salle Carte Blanche est un salle unique dédiée via une exposition renouvelée tous les deux ans à mettre en lumière l'univers artistique d'une compagnie ou d'un marionnettiste contemporain. Depuis le 24 juin 2023, l'exposition est consacrée à Michaël Meschke, marionnettiste suédo-français qui a fait don au musée de 44 marionnettes parmi 6 spectacles de sa longue carrière. La salle carte blanche expose les marionnettes des spectacles du Petit Prince, d'Antigone et de Don Quichotte.

## Restauration
Entre 1998 et 2009, l’Hôtel de Gadagne a fait l’objet d’un important chantier de restauration conduit par Didier Repellin, architecte en chef des Monuments historiques, en collaboration avec l’Atelier Bizouard-Pin. L’objectif était de redonner cohérence à un édifice fragmenté, tout en l’adaptant aux usages contemporains d’un musée. L’intervention visait à la fois la préservation du bâti, la clarification de la lecture architecturale et la mise en valeur muséographique.
Avant toute transformation, un travail de diagnostic approfondi a été mené : relevés, études archéologiques, stratigraphies, recherches documentaires. Ce processus a permis d’identifier les éléments significatifs à conserver, renforcer ou adapter, et de supprimer les ajouts jugés incohérents ou anecdotiques. Les restaurations ont été réalisées avec des matériaux traditionnels et des savoir-faire compatibles avec l’existant, en respectant les logiques constructives d’origine.
Lorsque les données historiques faisaient défaut, les architectes ont évité toute reconstitution hasardeuse. Pour les parties d’ensemble, comme les façades, ils ont conservé la matérialité d’origine, tout en introduisant une teinte marquée d'une relecture contemporaine. En revanche, pour les éléments isolés ou totalement nouveaux, tels que les escaliers, les portes ou les extensions, un langage architectural contemporain a été assumé, à travers l’usage de matériaux comme le béton, l’acier ou le verre, permettant d’identifier clairement ces interventions comme appartenant à notre époque. Le projet a permis de doubler la surface utile du musée, passant de 3 500 à 6 300 m², tout en intégrant de nouveaux espaces comme un auditorium, un centre de documentation, un café ou encore des ateliers pédagogiques, sans altérer l’identité du site.
L’intervention ne peut être qualifiée de minimale, car elle a comporté de nombreuses transformations structurelles et fonctionnelles. Toutefois, elle s’est caractérisée par une grande précision : chaque intervention a été pensée comme une réponse à un diagnostic spécifique.

## Fréquentation
| Année | Entrées gratuites | Entrées payantes | Total   |
| ----- | ----------------- | ---------------- | ------- |
| 2001  | 0                 | 34 493           | 34 493  |
| 2002  | 18 223            | 17 202           | 35 425  |
| 2003  | 10 532            | 9 339            | 19 871  |
| 2004  | 3 375             | 6 557            | 9 932   |
| 2005  | 2 676             | 8 613            | 11 289  |
| 2006  | 1 825             | 9 007            | 10 832  |
| 2007  | 7 800             | 13 087           | 20 975  |
| 2008  | 0                 | 24 107           | 24 107  |
| 2009  | 37 190            | 32 397           | 69 587  |
| 2010  | 50 278            | 46 722           | 97 000  |
| 2011  | 58 989            | 36 302           | 95 291  |
| 2012  | 68 416            | 40 182           | 108 598 |
| 2013  | 58 497            | 46 636           | 105 133 |
| 2014  | 45 069            | 55 230           | 100 299 |
| 2015  | 27 710            | 44 006           | 71 716  |
| 2016  | 32 720            | 46 729           | 79 449  |
| 2017  | 42 685            | 32 200           | 74 885  |
| 2018  | 47 317            | 31 545           | 78 862  |
| 2019  | 42 043            | 32 536           | 74 579  |
| 2020  | 12 162            | 13 912           | 26 074  |
| 2021  | 18 532            | 14 747           | 33 279  |

La baisse de fréquentation des musées en 2013 par rapport à 2012 est liée à un intérêt inférieur des visiteurs pour l'exposition Lyon, centre du monde ! que pour les précédentes, notamment Gourmandise et le XVIIIe siècle.

## Critique
La nouvelle exposition permanente installée entre 2019 et 2023 divise. Le Figaro la définit comme caricaturale et ultra-politisée, concluant que le musée « ajoute un militantisme qui laisse pantois, et ignore des pans entiers de l'histoire lyonnaise, ne faisant qu'effleurer le reste ». Le magazine Lyon Capitale en revanche relaie l'analyse du site Arrêt sur images et de la direction du musée soulignant les erreurs historiques de l'article du Figaro et positionne le musée d'histoire de Lyon parmi les musées les plus novateurs en Europe avec « un regard décalé ». Les critiques viennent aussi des politiques de tous bords appelant à revoir et corriger certains aspects de cette exposition, même si le maire actuel Grégory Doucet les rejette.
Le directeur et commissaire d'exposition du musée, Xavier de la Selle, et un des chercheurs ayant participé à l'élaboration de cette nouvelle scénographie, l'historien Paul Chopelin, ont fait une longue réponse sur le site Arrêt sur images : les salles enchevêtrées de l'hôtel de Gadagne limitent fortement l'espace dédié aux expositions, et la présence d'autres musées d'histoire et du musée des Beaux-Arts à Lyon augmentent la difficulté. Le choix a ainsi été fait « de rendre ça un peu vivant » selon « un angle politique et militant ». Cette approche pouvant choquer ceux qui s'attendaient à une refonte traditionnelle des parcours. En conclusion, des extraits du droit de réponse non publié par Le Figaro expliquent que leur journaliste n'a pas pris le temps d'examiner les « contenus scientifiques pourtant très développés et élaborés » ni compris « la volonté du musée d'histoire de Lyon de s'ouvrir à un plus large public, au-delà des visiteurs habitués des musées et des amateurs d'histoire ».

## Finances
En 2023, la structure emploie 50 personnes avec un budget annuel d'environ 3 millions d'euros.

## Accessibilité
- Ce site est desservi par la station de métro Vieux Lyon - Cathédrale Saint-Jean.
- Gadagne et ses deux musées sont aussi accessibles par les lignes de bus :
- Vélo´V : stations Saint-Paul, place Fousseret et rue de la Baleine
- Accès pour les personnes à mobilité réduite : 14 rue de Gadagne
- Parkings autocars : quai Romain-Rolland